# Louis de Pardaillan de Gondrin (1707-1743)
Pour les articles homonymes, voir Louis de Pardaillan de Gondrin.
Louis de Pardaillan de Gondrin, deuxième duc d'Antin, né le 9 novembre 1707 à Versailles et mort le 9 décembre 1743, est un aristocrate français du XVIIIe siècle, arrière-petit-fils de Madame de Montespan.

## Biographie

### Origines et famille
Louis de Pardaillan de Gondrin naît à Versailles en 1707. Il est le fils aîné de Louis de Pardaillan, marquis de Gondrin (1689-1712) et de Marie Victoire de Noailles, une des vingt enfants d'Anne Jules de Noailles et de Marie Françoise de Bournonville.
Aîné des deux enfants du couple, il récupère le titre de marquis de Gondrin en 1712 à la mort soudaine de son père à seulement 23 ans. Son frère cadet est Antoine François de Pardaillan de Gondrin (1709-1741), marquis de Gondrin.
Son père descend de la maison Pardaillan de Gondrin, une vieille famille de la noblesse gasconne. Son grand-père, Louis Antoine de Pardaillan de Gondrin, premier duc d'Antin était le seul fils légitime de Madame de Montespan, son arrière-grand-mère du côté paternel.
En 1722, son grand-père, Louis Antoine renonce au duché d'Antin et le transmet à son petit-fils, alors âgé de 15 ans. Le 29 octobre 1722, il épouse Françoise Gillonne de Montmorency (1704–1768) une petite-fille de François Henri de Montmorency, duc de Piney-Luxembourg et Maréchal de France. Le couple aura un fils, Louis né en 1727-† 1757, et trois filles.
Son fils ne se maria jamais et meurt à Brême pendant la Guerre de Sept Ans. Une de ses filles se marie dans la famille des ducs d'Uzès. La famille d'Uzès était une ancienne famille noble originaire du Dauphiné (le duché-pairie d'Uzès (1572) avait le rang immédiatement après les princes du sang[réf. nécessaire], descendants mâles légitimes de la Maison de Bourbon).
Sa mère se remarie avec Louis-Alexandre de Bourbon, comte de Toulouse, le fils cadet de Louis XIV et de son arrière-grand-mère, Madame de Montespan. Elle épouse le comte de Toulouse le 2 février 1723 lors d'une cérémonie secrète. Le mariage n'est officialisé qu'à la mort du Régent en décembre de la même année.
Ainsi, il avait pour demi-frère Louis Jean Marie de Bourbon, le duc de Penthièvre et l'un des hommes les plus riches de France avant la Révolution. Il avait pour neveu Louis Alexandre de Bourbon, prince de Lamballe (mari de la princesse Marie Thérèse Louise de Savoie).
Il avait pour cousins le duc de Noailles (mari de Françoise Charlotte d'Aubigné, la nièce de Madame de Maintenon), et le duc de La Vallière.
Il meurt à 36 ans et son fils unique Louis lui succède comme duc d'Antin. Sa femme lui survit vingt-cinq ans.

## Les rapports de Pardaillan avec la franc-maçonnerie

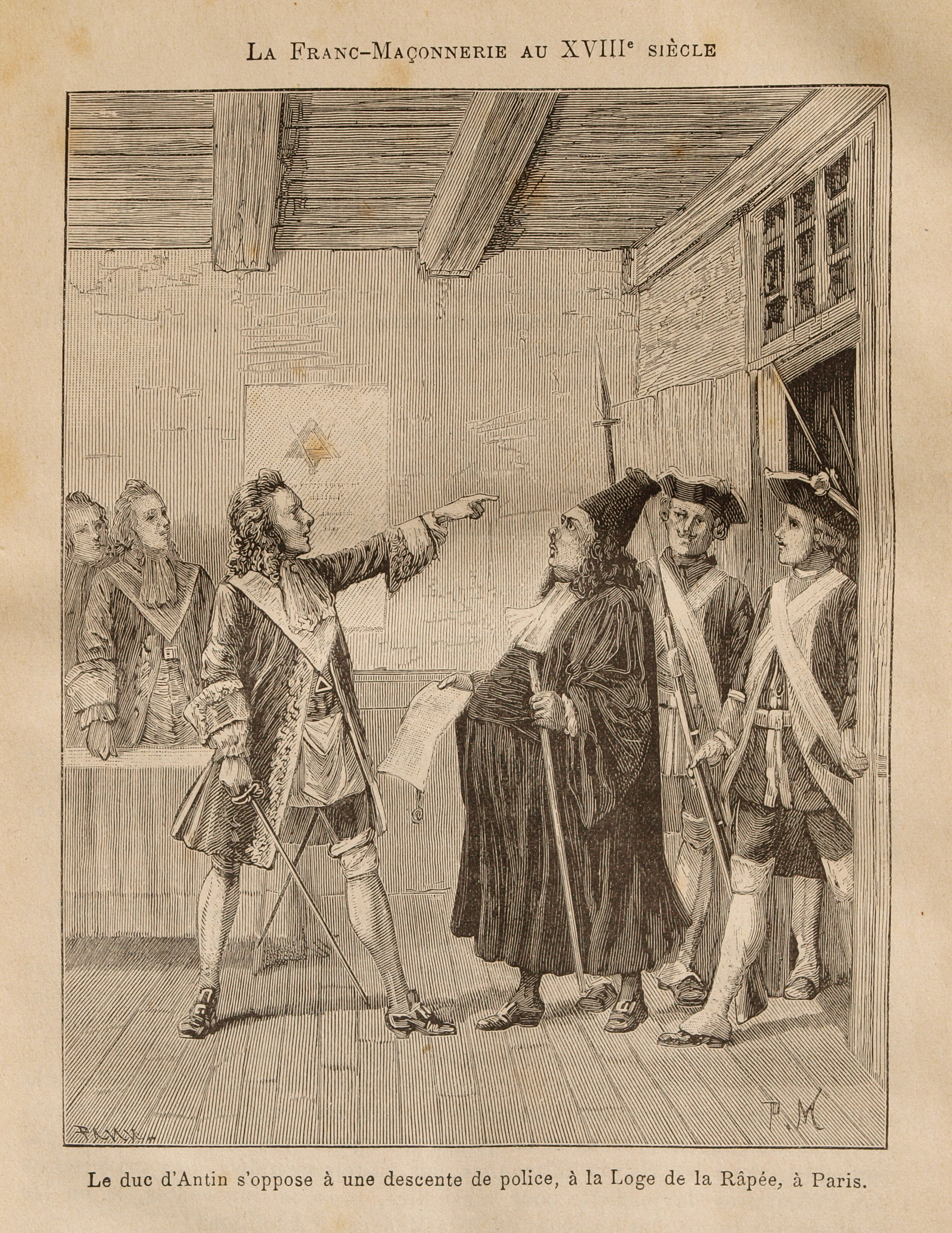
Le duc d'Antin s'oppose à une descente de police dans une loge, dessin de Pierre Méjanel

C'est en 1728 que les francs-maçons français décident de reconnaître comme « grand maître des francs-maçons en France » Philippe, duc de Wharton (1698-1731), qui séjourne, alternativement à Paris et à Lyon en 1728-1729, et qui avait déjà été, en 1723, grand maître de la Grande Loge de Londres. Les jacobites James Hector MacLean (1703-1750) suivi de Charles Radclyffe, comte de Derwentwater (1693-1746), seront appelés à lui succéder. La nomination de Wharton, qui a précédé la transformation de la « Grande Loge de Londres » en « Grande Loge d'Angleterre », au cours de l'année 1738, est considérée par une partie des historiens comme le point de départ d'une franc-maçonnerie française indépendante de celle de Grande-Bretagne.
Si l'existence d'un grand maître en France est avérée dès 1728, il faudra néanmoins attendre encore dix ans pour qu'une véritable assemblée des représentants de toutes les loges « anglaises » et « écossaises » permette d'édifier pleinement la première Grande Loge de France le 24 juin 1738 et institue Louis de Pardaillan de Gondrin (1707-1743), deuxième duc d'Antin, « Grand Maître général et perpétuel des maçons dans le royaume de France ». Pardaillan de Gondrin, quant à lui, aurait été initié aux mystères de la franc-maçonnerie dès 1734, par le petit fils de Charles II d'Angleterre, le duc de Richmond, dans le château de ce dernier, le château d'Aubigny. Cette proclamation au titre de « grand maître général et perpétuel des maçons dans le royaume de France » a pour effet de neutraliser les actions de surveillance de la police et son influence convainc peut-être le roi Louis XV d'oublier de faire enregistrer la bulle papale de Clément XII, condamnant la franc-maçonnerie, par le Parlement.

## Descendance
- Julie Sophie Gillette de Pardaillan de Gondrin (1er octobre 1725 - 1797) dernière abbesse de Fontevraud (1765–1792), appelée Madame d'Épernon, jamais mariée ;
- Louis de Pardaillan de Gondrin (15 février 1727 - 13 septembre 1757), jamais marié ;
- Marie Françoise de Pardaillan de Gondrin (13 août 1728 - 1er juillet 1764 à Paris Saint-Sulpice) elle épouse François Emery de Durfort, comte de Civrac, dont descendance ;
- Julie Magdeleine Victoire de Pardaillan de Gondrin (20 mars 1731 - 13 septembre 1799) elle épouse François Emmanuel de Crussol, duc d'Uzès, dont postérité : les ducs d'Uzès descendent d'elle.